# Ліч (зоря)
Координати:  13г 00м 01с, +12° 40′ 57″
Ліч (РSR В1257+12, РSR 1257+12) — пульсар, що розташований у сузір'ї Діви на відстані 1957 світлових років від Сонця. Відомий тим, що навколо нього обертаються перші підтверджені екзопланети.
Пульсар виявив польський астроном Александер Вольщан 9 лютого 1990 року за допомогою радіотелескопа Аресібо. Це мілісекундний пульсар (період обертання зорі становить 6,22 мілісекунди), один із різновидів нейтронної зорі. Астроном виявив періодичну зміну частоти випромінюваних імпульсів. Пізніше Вольцман спільно з іншим астрономом — Д. Фрейлом — обґрунтували зміну частоти імпульсів впливом двох планет, які обертаються навколо пульсара. Так 1992 року на орбіті пульсара було виявлено дві планети, а наявність третьої було підтверджено 1994 року. Це відкриття стало поштовхом на шляху до пошуку нових екзопланет.

## Назва
У липні 2014 року Міжнародний астрономічний союз запустив проєкт NameExoWorlds, процес надання власних імен певним екзопланетам і їхнім зіркам. Процес включав публічне висунення та голосування за нові імена. У грудні 2015 року оголошено, що шляхом голосування для зорі обрана назва Ліч, а для її планет A, B і C назви Драугр, Полтергейст і Фобетор відповідно.
Ліч — один з типів немертвих у фентезі, чаклун, який досягнув тілесного безсмертя. Для цього жива істота використовує заклинання чи ритуали, які вбивають її тіло, але прив'язують розум до нього. Таким чином ліч уникає старіння і стає безсмертним.